# Paweł Chochlew
Paweł Chochlew (ur. 9 września 1971 w Elblągu) – polski aktor filmowy, telewizyjny oraz teatralny. Reżyser i scenarzysta.
Ukończył w 1999 studia na Wydziale Aktorskim łódzkiej PWSTiF. Aktor Teatru Syrena w Warszawie.
Brat aktora Marcina Chochlewa.

## Filmografia
- W drodze (2005)
- Takie życie (2004), jako kierownik karuzeli
- Czego się boją faceci, czyli seks w mniejszym mieście  (2003-2005), jako Naukowiec Leopold Raczyński
- 13 posterunek 2 (2000) jako człowiek z Biura Ochrony Rządu
- Dom (1980-2000), jako współlokator Kajtka w hotelu robotniczym
- Adam i Ewa (1999-2000), jako Henryk Kulawik, kolega Romka, narzeczonego Zosi
- Tygrysy Europy (1999), jako Stanisław Zmywak
- Na dobre i na złe (1999 - 2007), jako Maciej Wroński, wolontariusz z fundacji mam marzenie
- Klan (1997), jako Dziennikarz z "Expressu"
- 13 posterunek (1997-2000) jako człowiek z Biura Ochrony Rządu
- Szamanka (1996), jako Student
- Dom (1995), jako Robotnik

### Scenariusz
- Tajemnica Westerplatte (2012)
- Takie życie (2004)

### Reżyseria
- Tajemnica Westerplatte (2012)
- Takie życie (2004)